# روبرت کوزیرا
روبرت کوزیرا (لهستانی: Robert Kozyra؛ زادهٔ ۱۹۶۸) موسیقی‌دان و بازیگر اهل لهستان است. وی از سال ۱۹۹۵ میلادی تاکنون مشغول فعالیت بوده‌است.
از فیلم‌هایی که وی در آن‌ها نقش داشته‌است، می‌توان به هتل ۵۲ اشاره نمود.